# سیارک ۲۱۶۳۴۵
سیارک ۲۱۶۳۴۵ (به انگلیسی: 216345 Savigliano، نامگذاری:2007XC11)۲۱۶۳۴۵مین سیارک کشف شده‌است که در ۰۴ دسامبر ۲۰۰۷ کشف شد.